# Thalham (Palling)
Thalham ist ein Ortsteil der Gemeinde Palling in Oberbayern und hat ca. 14 Einwohner.
Im Ort selbst sind derzeit vier Bauernhöfe, davon einer inaktiv, vertreten. Den Rest bilden normale Arbeitnehmer. Etwa 250 m vom Ort entfernt führt die Staatsstraße 2093 in Richtung Altenmarkt an der Alz vorbei.
Thalham gehört zur selbst ernannten Dorfgemeinde „Oberholz“, an welche sich die Nachbardörfer Höhenstetten, Volkrading und Barmbichl anschließen. Rings um das Dorf herum existieren verschiedene alte Marterl. Das Dorf ist sehr traditionsverbunden. Feste und Bräuche werden regelmäßig, auch mit den Nachbardörfern, gepflegt.